# Albania en los Juegos Olímpicos de la Juventud 2018
Albania compitió en los Juegos Olímpicos de la Juventud 2018 en Buenos Aires, Argentina desde el 6 de octubre al 18 de octubre de 2018.

## Medallas
|       | Medalla de oro | Medalla de plata | Medalla de bronce | Total |
| ----- | -------------- | ---------------- | ----------------- | ----- |
| TOTAL | 0              | 0                | 0                 | 0     |

## Participantes
La siguiente es la lista con el número de participantes en los Juegos por deporte/disciplina.
| Deporte      | Masculino | Femenino | Total |
| ------------ | --------- | -------- | ----- |
| Atletismo    | 0         | 1        | 1     |
| Boxeo        | 1         | 1        | 2     |
| Halterofilia | 1         | 0        | 1     |
| Natación     | 0         | 1        | 1     |
| Total        | 2         | 3        | 5     |

### Atletismo
Femenino
Evento de Pista
| Atleta        | Evento         | Serie 1 | Serie 1 | Serie 2 | Serie 2 | Total   | Total  |
| Atleta        | Evento         | Tiempo  | Puesto  | Tiempo  | Puesto  | Tiempo  | Puesto |
| ------------- | -------------- | ------- | ------- | ------- | ------- | ------- | ------ |
| Relaska Dauti | 800 m Femenino | 2:16.98 | 18      | 2:18.09 | 18      | 4:35.07 | 16     |

### Boxeo
Masculino
| Atleta         | Evento     | Ronda Preliminar 1 | Ronda Preliminar 2   | 5° Puesto                             | 5° Puesto |
| Atleta         | Evento     | Oponente Resultado | Oponente Resultado   | Oponente Resultado                    | Puesto    |
| -------------- | ---------- | ------------------ | -------------------- | ------------------------------------- | --------- |
| Muhamet Qamili | Hasta 56Kg | Cuello (ARG) P 2-3 | Khalokov (UZB) P 0-5 | Christon Amram (NRU) G No se presentó | 5         |

Femenino
| Atleta         | Evento     | Ronda Preliminar            | Semifinal          | Final              | Final  |
| Atleta         | Evento     | Oponente Resultado          | Oponente Resultado | Oponente Resultado | Puesto |
| -------------- | ---------- | --------------------------- | ------------------ | ------------------ | ------ |
| Elsidita Selaj | Hasta 75Kg | Tallya Brillaux (FRA) P 0-5 | No avanzó          | No avanzó          | 5      |

### Halterofilia
Masculino
| Atleta        | Evento     | Arrancada | Arrancada | Cargada y Jerk | Cargada y Jerk | Total | Puesto |
| Atleta        | Evento     | Peso      | Puesto    | Peso           | Puesto         | Total | Puesto |
| ------------- | ---------- | --------- | --------- | -------------- | -------------- | ----- | ------ |
| Antonino Luli | Hasta 62Kg | 95        | 9         | 125            | 9              | 220   | 9      |

### Natación
Femenino
| Atleta     | Evento         | Serie   | Serie  | Semifinal | Semifinal | Final     | Final     |
| Atleta     | Evento         | Tiempo  | Puesto | Tiempo    | Puesto    | Tiempo    | Puesto    |
| ---------- | -------------- | ------- | ------ | --------- | --------- | --------- | --------- |
| Katie Rock | 400 m Libres   | 4:50.72 | 26     | No avanzó | No avanzó | No avanzó | No avanzó |
| Katie Rock | 200 m Mariposa | 2:33.06 | 16     | No avanzó | No avanzó | No avanzó | No avanzó |

- Datos: Q48610160
- Multimedia: Albania at the 2018 Summer Youth Olympics / Q48610160